# Henry Clifton Sorby
Henry Clifton Sorby (Woodbourne, Sheffield mellett, 1826. május 10. – Sheffield, 1908. március 9.) angol természettudós, a Royal Society tagja.

## Életútja
A sheffieldi kollégiumot látogatta és főleg mikroszkópikus megfigyeléseknek fizikai dolgokra és fizikai módszereknek geológiai problemákra való alkalmazásával foglalkozott. Broomfieldi birtokán Sheffield mellett élt. 1856-58-ban az Edinburgh New Philosophical Journalban tette közzé ide vonatkozó vizsgálatait. A mikroszkóp alkalmazása a kőzetek tanulmányozására, a rétegzetek mechanikus úton való létrejöttének megállapítására képesítette. Vizsgálódásainak fő eredménye a mechanikai és kémiai erők között fennálló kölcsönös viszony bebizonyítása. Sorby volt ugyancsak az első, aki a spektrálanalízist mikroszkópikus vizsgálatokra alkalmazta és egy spektroszkópot talált fel, amely alkalmas a vérfoltok felfedezésére és állati és növényi festőanyagok megvizsgálására. Becsesek az acél és a meteoritek mikroszkópikus strukturájára (szerkezetére) vonatkozó kutatásai is.

## Forrás
- Sorby. In  A Pallas nagy lexikona. Szerk. Bokor József. Budapest: Arcanum – FolioNET. 1998.  ISBN 963 85923 2 X